# Bielorrusia en los Juegos Olímpicos de Sochi 2014
Bielorrusia estuvo representada en los Juegos Olímpicos de Sochi 2014 por un total de 26 deportistas que compitieron en 5 deportes. Responsable del equipo olímpico fue el Comité Olímpico Nacional de Bielorrusia, así como las federaciones deportivas nacionales de cada deporte con participación.
El portador de la bandera en la ceremonia de apertura fue el esquiador acrobático Alexei Grishin.

## Medallistas
El equipo olímpico bielorruso obtuvo las siguientes medallas:
| Nombre            | Deporte          | Competición   |
| ----------------- | ---------------- | ------------- |
| Oro               |                  |               |
| Daria Domracheva  | Biatlón          | 10 km F       |
| Daria Domracheva  | Biatlón          | 15 km F       |
| Daria Domracheva  | Biatlón          | 12,5 km F     |
| Ala Tsuper        | Esquí acrobático | Salto aéreo F |
| Anton Kushnir     | Esquí acrobático | Salto aéreo M |
| Plata             |                  |               |
| —                 |                  |               |
| Bronce            |                  |               |
| Nadezhda Skardino | Biatlón          | 15 km F       |